# Orchestina fractipes
Espèce
Orchestina fractipes est une espèce d'araignées aranéomorphes de la famille des Oonopidae.

## Distribution
Cette espèce se rencontre au Congo-Kinshasa et au Ghana.

## Publication originale
- Henrard & Jocqué, 2012 :  An overview of Afrotropical canopy-dwelling Orchestina (Araneae, Oonopidae), with a wealth of remarkable sexual dimorphic characters. Zootaxa no 3284, p. 1-104.